# 꽃갈피
《꽃갈피》는 대한민국의 가수 아이유의 첫 번째 리메이크 음반이다. 타이틀 곡은 "나의 옛날이야기"이다. 2014년 5월 16일 로엔 엔터테인먼트(로엔트리)를 통하여 발매되었다.

## 수록곡
| #            | 제목                           | 작사         | 작곡         | 편곡         | 재생 시간 |
| ------------ | ------------------------------ | ------------ | ------------ | ------------ | --------- |
| 1.           | 〈나의 옛날이야기〉            | 조덕배       | 조덕배       | 김제휘       | 3:33      |
| 2.           | 〈꽃〉                         | 문대현       | 문대현       | G.고릴라     | 2:59      |
| 3.           | 〈삐에로는 우릴 보고 웃지〉    | 이승호       | 손무현       | 이종훈       | 3:53      |
| 4.           | 〈사랑이 지나가면〉            | 이영훈       | 이영훈       | G.고릴라     | 4:00      |
| 5.           | 〈너의 의미〉 (Feat. 김창완)   | 김한영       | 김창완       | 고태영       | 3:15      |
| 6.           | 〈여름밤의 꿈〉                | 윤상         | 윤상         |              | 3:56      |
| 7.           | 〈꿍따리 샤바라〉 (Feat. 클론) | 김창환       | 김창환       | 이총민       | 3:48      |
| 총 재생 시간 | 총 재생 시간                   | 총 재생 시간 | 총 재생 시간 | 총 재생 시간 | 25:25     |

## 같이 보기
- 꽃갈피 둘
- 꽃갈피 셋